# 이중 직렬 패키지

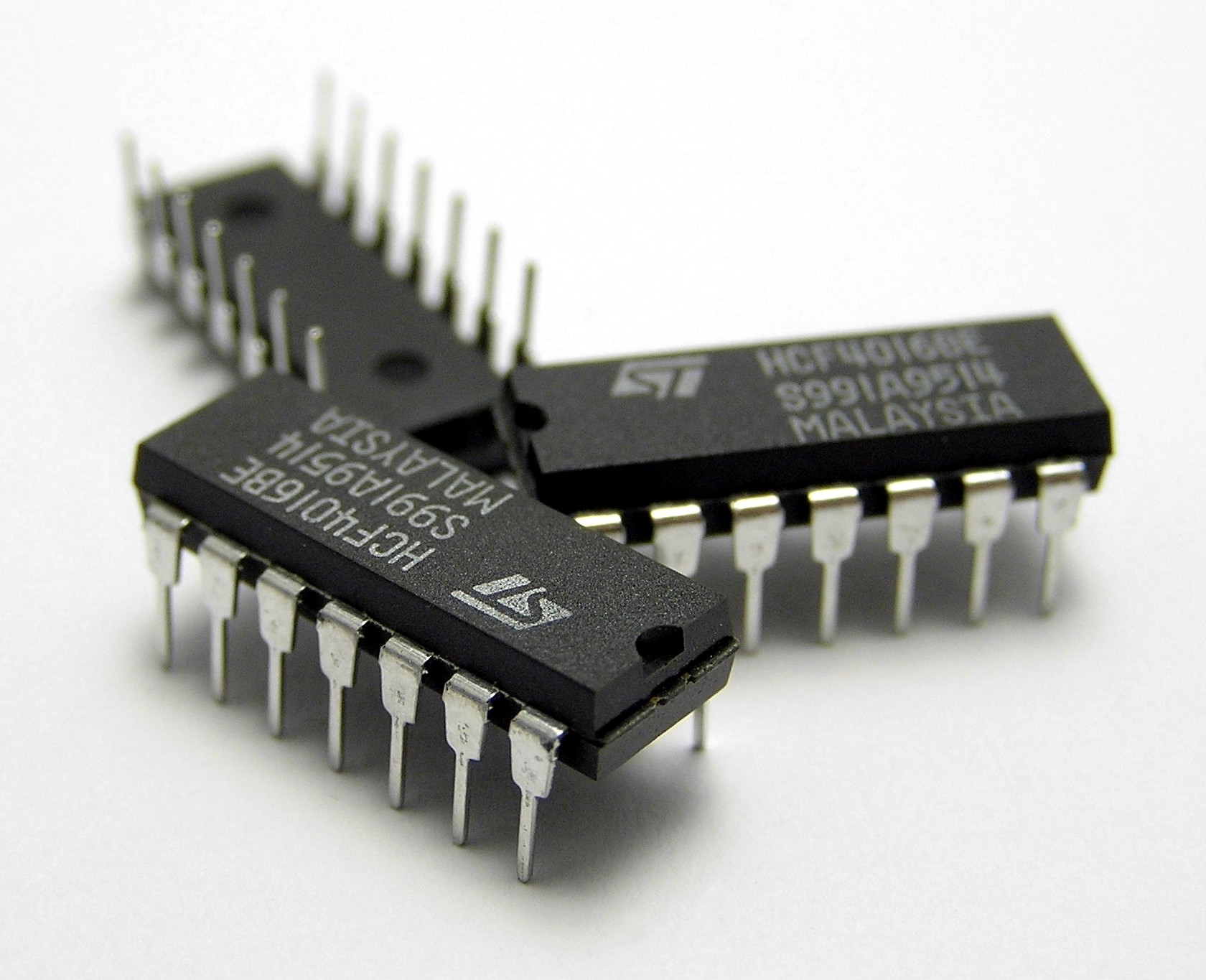
집적회로가 들어있는 DIP14 (14핀) 패키지

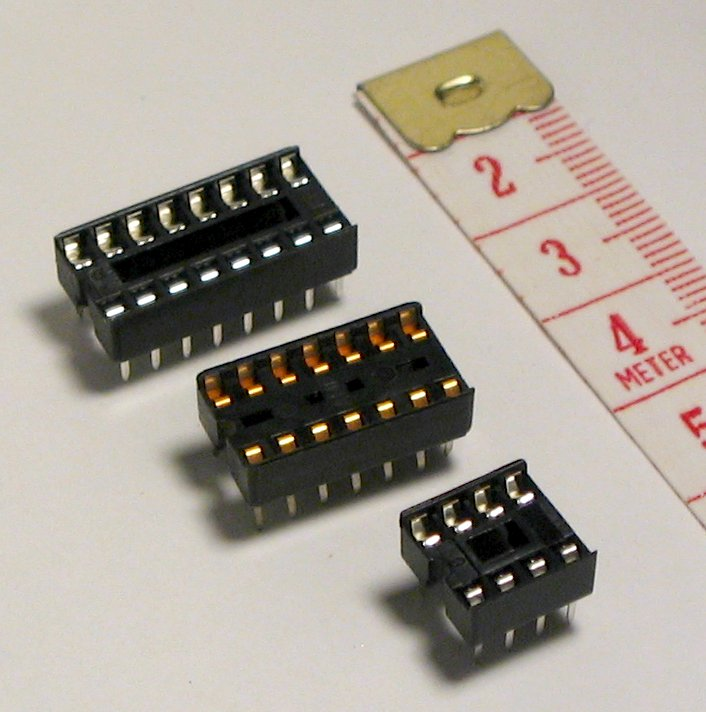
DIP16, DIP14, DIP8 소켓 패키지

이중 직렬 패키지(dual in-line package, DIP), 이중 인라인 패키지는 집적회로 패키지의 일종으로, 사각형 모양의 하우징의 양 끝을 따라 일반적으로 2.54 mm의 간격을 두고 양 옆에 두 줄로 단자들이 붙어있는 것이 특징이다. 리드 또는 다리라고 하는 단자가 케이스의 양쪽에 달린 가장 일반적인 형태의 칩 패키지이다. 이 단자들은 스루홀 기술로 인쇄 회로 기판에 뚫려있는 구멍에 삽입되어 삽입된 반대편에 납땜되거나 소켓에 삽입하여 교체할 수 있는 형태로 부착되고, 4개부터 64개까지 부착될 수 있다.

## 종류
- CERDIP, CDIP - 세라믹 이중 직렬 패키지 (Ceramic Dual In-line Package)
- PDIP - 플라스틱 이중 직렬 패키지 (Plastic Dual In-line Package)
- SPDIP - Shrink Plastic Dual In-line Package
- SDIP, SPDIP - Skinny Dual In-line Package

## 같이 보기
- 칩 캐리어
- DIP 스위치
- 핀 그리드 배열
- 표면 실장 기술